# MTV Movie Awards 1993
2. gala MTV Movie Awards odbyła się 18 lipca 1993 roku. Prowadzącym uroczystość był Eddie Murphy.
Podczas gali wystąpili Rod Stewart, Stone Temple Pilots, Dr. Dre i Duran Duran.

## Nominacje

### Najlepszy film
- Ludzie honoru
- Aladyn
- Nagi instynkt
- Bodyguard
- Malcolm X

### Najlepszy aktor
- Denzel Washington – Malcolm X
- Kevin Costner – Bodyguard
- Tom Cruise – Ludzie honoru
- Michael Douglas – Nagi instynkt
- Jack Nicholson – Ludzie honoru

### Najlepsza aktorka
- Sharon Stone – Nagi instynkt
- Geena Davis – Ich własna liga
- Whoopi Goldberg – Zakonnica w przebraniu
- Whitney Houston – Bodyguard
- Demi Moore – Ludzie honoru

### Najbardziej pożądany aktor
- Christian Slater – Skryta namiętność
- Kevin Costner – Bodyguard
- Tom Cruise –  Ludzie honoru
- Mel Gibson – Zabójcza broń III
- Jean-Claude van Damme – Uciec, ale dokąd?

### Najbardziej pożądana aktorka
- Sharon Stone – Nagi instynkt
- Kim Basinger – Wspaniały świat
- Halle Berry – Bumerang
- Madonna – Sidła miłości
- Michelle Pfeiffer – Powrót Batmana

### Najlepsza rola przełomowa
- Marisa Tomei – Mój kuzyn Vinny
- Halle Berry – Bumerang
- Whitney Houston – Bodyguard
- Kathy Najimy – Zakonnica w przebraniu
- Rosie O’Donnell – Ich własna liga

### Najlepszy ekranowy zespół
- Mel Gibson i Danny Glover – Zabójcza broń III
- Sharon Stone i Michael Douglas – Nagi instynkt
- Whitney Houston i Kevin Costner – Bodyguard
- Nicole Kidman i Tom Cruise – Za horyzontem
- Woody Harrelson i Wesley Snipes – Biali nie potrafią skakać

### Najlepszy czarny charakter
- Jennifer Jason Leigh – Sublokatorka
- Danny DeVito – Powrót Batmana
- Ray Liotta – Obsesja namiętności
- Jack Nicholson – Ludzie honoru

### Najlepszy występ komediowy
- Robin Williams – Aladyn
- Whoopi Goldberg – Zakonnica w przebraniu
- Eddie Murphy – Bumerang
- Bill Murray – Dzień świstaka
- Joe Pesci – Mój kuzyn Vinny

### Najlepsza piosenka filmowa
- I Will Always Love You (Whitney Houston) – Bodyguard
- End of the Road (Boyz II Men – Bumerang
- It’s Probably Me (Sting i Eric Clapton) – Zabójcza broń III
- A Whole New World (Peabo Bryson i Regina Belle) – Aladyn
- Would? (Alice in Chains) – Samotnicy

### Najlepszy filmowy pocałunek
- Rene Russo i Mel Gibson – Zabójcza broń III
- Pauline Brailsford i Tom Hanks – Ich własna liga
- Michelle Pfeiffer i Michael Keaton – Powrót Batmana
- Winona Ryder i Gary Oldman – Dracula
- Woody Harrelson i Wesley Snipes – Biali nie potrafią skakać

### Najlepsza scena akcji
- wypadek motocyklowy Mela Gibsona – Zabójcza broń III
- obcy w tunelu – Obcy III
- eksplozna samolotu – Alive: Dramat w Andach
- rajd Oklahomy – Za horyzontem
- eksplozja helikoptera – Liberator

### Najlepszy nowy twórca
- Carl Franklin, reżyser Jednego fałszywego ruchu

### Nagroda za życiowe osiągnięcie
- The Three Stooges